# Металівка
Мета́лівка — село в Україні, у Старосалтівській селищній територіальній громаді Чугуївського району Харківської області. Населення становить 59 осіб. (2015 рік)

## Географія
Село Металівка знаходиться на лівому березі Печенізького водосховища (річка Сіверський Донець). Вище за течією в трьох кілометрах розташоване село Бугаївка, нижче за течією за 1 км — село Зарічне. На протилежному березі — село Верхній Салтів, навколо села сосновий ліс. На березі водосховища розташовані кілька будинків відпочинку. Через село проходить автомобільна дорога Т 2104.

## Назва
Існує версія, що Металівка — «осучаснена» назва села Нетайлівка. Також є інша, протилежна, версія: археологи, що приїхали на розкопки, запитали назву села; хтось невиразно їм відповів, і вони записали «могильник Нетайлівка» замість «Металівка».

## Історія
1795 — дата заснування.
12 червня 2020 року, відповідно до розпорядження Кабінету Міністрів України № 725-р «Про визначення адміністративних центрів та затвердження територій територіальних громад Харківської області», село увійшло до складу  Старосалтівської селищної громади.
19 липня 2020 року в результаті адміністративно-територіальної реформи та ліквідації Вовчанського району увійшло до Чугуївського району.

## Пам'ятки
Неподалік від села розташовані протоболгарське селище і некрополь (розкоп Нетайлівка, Нетайлівський могильник).

Дані археологічні пам'ятники розташовані на лівому, низькому березі річки Сіверський Донець, навпроти Верхньосалтівського городища. Розкопки розпочаті в 1959 році. Велике неукріплене селище простягнулося вздовж берега на 4,5 км, займаючи його заплавну терасу. Могильник займає площу близько 14 га і налічує приблизно п'ять з половиною тисяч поховань.
В VIII–X століттях це була прикордонна територія між Хозарським каганатом і слов'янськими поселеннями. Тут жили племена протобулгар.